# Omer Hasab El-Rasoul
Omer Ali „Hasabu El-Saghir” Hasab El-Rasoul (arab. عمر علي حسب الرسول; ur. w 1945 w Chartumie) – sudański piłkarz grający na pozycji napastnika, olimpijczyk. Złoty medalista Pucharu Narodów Afryki 1970.
28 sierpnia 1972 zagrał w pierwszym spotkaniu olimpijskim, w którym rywalem byli piłkarze Meksyku. Jego reprezentacja przegrała 0–1. W dwu kolejnych spotkaniach kadry, czyli w przegranym 1–2 meczu ze Związkiem Radzieckim, oraz w ostatniej potyczce grupowej z drużyną Birmy, również przegranej (0–2), El-Rasoul nie wystąpił. Sudańczycy odpadli z turnieju po fazie grupowej.
El-Rasoul zagrał w jednym spotkaniu eliminacyjnym do mistrzostw świata w Meksyku (1970). Wyszedł w podstawowym składzie w przegranym 0–3 spotkaniu z ekipą Maroka. Pojawił się również w obu spotkaniach eliminacyjnych do kolejnego mundialu (bez goli).
W 1970 roku zdobył złoty medal podczas Pucharu Narodów Afryki rozgrywanego w Sudanie. El-Rasoul zagrał we wszystkich meczach kadry na tym turnieju, strzelając dwie bramki (obie w fazie grupowej). Pierwszą zdobył w pierwszym grupowym spotkaniu z drużyną Etiopii (na 2–0). Druga jego bramka w meczu z Kamerunem okazała się być decydującą o awansie Sudanu do półfinału. Zagrał również na kolejnych mistrzostwach kontynentu, jednak Sudan odpadł po fazie grupowej. El-Rasoul wystąpił w jednym spotkaniu fazy grupowej z drużyną Zairu, w którym zdobył bramkę na wagę remisu.